# Île de Beauté (ferry)
Cet article concerne le navire. Pour l'île surnommée ainsi, voir Corse.
L'Île de Beauté est un ferry construit par les chantiers Dubigeon de Nantes entre 1978 et 1979 pour la SNCM. Mis en service en juin 1979 sur les lignes de la continuité territoriale entre le continent français et la Corse sous le nom de Cyrnos, il est le premier navire directement conçu dans ce cadre. Allongé d'une vingtaine de mètres durant des travaux de jumboïsation effectués au cours de l'hiver 1989-1990, il est renommé à l'occasion Île de Beauté et continue de desservir la Corse jusqu'en 2003 avant d'être transféré sur les lignes entre la France, l'Algérie et la Tunisie. Désarmé en 2012 à l'issue d'une ultime saison estivale entre Toulon et la Corse, il est cédé l'année suivante à un armateur turc qui le revend à la démolition aux chantiers d'Aliağa.

## Histoire

### Origines et construction
En décembre 1975, l'instauration du principe de continuité territoriale entre le continent et la Corse est décidée par le président Giscard d'Estaing. Dans ce cadre, la Compagnie générale transméditerranéenne (CGTM) est nationalisée et devient la Société nationale maritime Corse-Méditerranée (SNCM) qui se voit alors confier pour 25 ans le monopole de l'exploitation des liaisons reliant la Corse au continent. Alors que la saison estivale 1976 débute, l'objectif principal de la SNCM est de poursuivre le renouvellement de la flotte, initié par la CGTM avec la mise en service du Napoléon. Des groupes de travail, issus de différents services, sont chargés de définir la spécification des futurs navires et leur schéma d'exploitation. Ces équipes vont alors se pencher sur le remplacement du Fred Scamaroni, mis en service en 1966 et ne correspondant plus à la tendance du trafic. À l'issue des études, la solution d'un car-ferry de configuration jour/nuit affecté sur Nice comme Marseille est retenue.
Si la conception du futur navire reprend dans ses grandes lignes celle du Napoléon, quelques différences notables apparaîtront cependant. Afin de garantir une exploitation polyvalente sur tous les ports corses, la longueur de cette nouvelle unité doit avoisiner les 135 mètres, taille dictée notamment par les dimensions restreintes du port de Bastia. Des études fixeront finalement une longueur limite de 138,65 mètres. Découlant de la capacité du garage, arrêtée à 440 véhicules, la capacité passagère retenue fait état de 1 350 passagers en traversée de nuit et 1 660 passagers en traversée de jour. La vitesse, un des principaux critères de la définition du navire, est fixée à 22 nœuds, ce qui permettrait d'effectuer en haute saison jusqu'à trois rotations en 24 heures entre Nice et Bastia. Pour soutenir cette utilisation intensive, le navire va être équipé de quatre moteurs, là où le Napoléon n'en possède que deux. Pour les installations des passagers, les réflexions vont aboutir à la conception d'un navire à deux classes présentant des caractéristiques très proches de celles des trains de la SNCF. Ainsi, la répartition en voyage de nuit est de l'ordre de 10 % en fauteuils, 20 % en cabine de type wagon-lit et 70 % en compartiment couchettes SNCF. Ces installations induisent un système de restauration simplifié assuré par un self-service dont la capacité permet d'être fréquenté sans attente. Il est également requis, à l'expérience du Napoléon, d'avoir à bord deux bars-salon plutôt qu'un seul. Enfin, il est préconisé que tous les locaux communs soient regroupés sur un même pont. À la suite de ces études et réflexions, un appel d'offres est lancé début 1977 pour le « projet 135 mètres ». Ce seront finalement les chantiers Dubigeon, ayant précédemment réalisé le Napoléon, qui seront choisis pour assurer la construction du nouveau navire dont la commande est passée le 8 juillet 1977.
À l'occasion de la mise sur cale à Nantes le 28 mars 1978, Jean Ribière, président de la SNCM, dévoile le nom du futur navire. Celui-ci sera baptisé Cyrnos, premier nom de la Corse donné par les grecs, et adopté par la compagnie après que la CMN ai accepté d'y renoncer alors qu'elle le destinait à son futur cargo. Lancé le 14 novembre 1978, il est ensuite achevé les mois suivants puis est transféré au bassin de Saint-Nazaire le 17 avril 1979. Les essais à la mer ont lieu sur la base de Penmarc’h Les Glenans, le 11 mai et du 15 au 18 mai 1979. À l'issue de ceux-ci, le Cyrnos est livré à la SNCM le 31 mai.

### Service

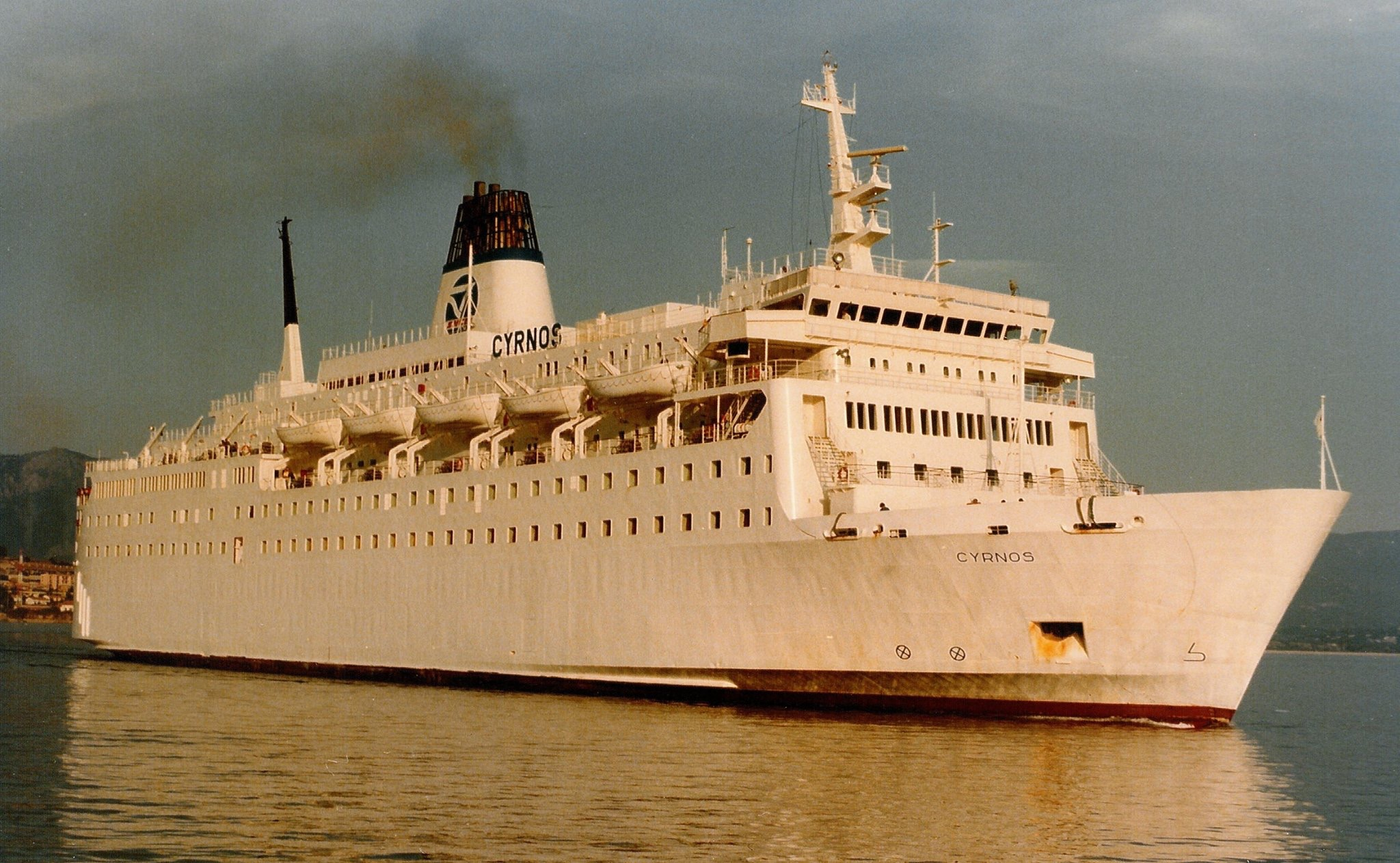
Le Cyrnos dans sa configuration originale à Ajaccio en 1979.

Le 1er juin 1979 à 21 h 30, le Cyrnos quitte Nantes pour Marseille. Le navire arrive pour la première fois dans son port d’attache, le 5 juin à 15 h 30 et s'amarre au poste 114. Le 18 juin, le Cyrnos appareille sous les ordres du Commandant Mouilhade, de Marseille et accoste le lendemain à 7 h 45, dans le port de Bastia qui a bénéficié, tout comme celui de L'Île-Rousse, de travaux de dragage et d'agrandissements. Envisagées dès novembre 1976, ces transformations étaient nécessaires afin que le Cyrnos, plus long et plus large qu'un navire de jour, puisse accoster convenablement dans ce port, occasionnant toutefois un surcoût assez faible par rapport à l'investissement total. Ces travaux permettront également au Napoléon d'effectuer des escales à Bastia, améliorant de ce fait sa rentabilité en basse saison et permettant une plus grande souplesse d'exploitation de la flotte. Le 19 juin, au lendemain de son voyage inaugural, le navire est baptisé à Bastia. Au cours de la cérémonie, Jean Zuccarelli, maire de Bastia, M Crenn, PDG des chantiers Dubigeon, Jacques Ribière, président de la SNCM et Joël Le Theule, ministre des Transports se succèdent à la tribune. Le navire, béni par Mgr Jean-Charles Thomas, évêque d'Ajaccio, est baptisé par sa marraine, Mme Le Theule, mère du ministre, sous le chant du Dio vi salvi Regina suivi par la Marseillaise. À 12 h, le Cyrnos appareille pour une sortie en mer durant laquelle un apéritif est servi au bar arrière et un groupe folklorique assure l'animation avec des chants corses. Entre le 20 et le 22 juin, le navire est successivement présenté à Nice, L'Île-Rousse, Ajaccio et Marseille.
Tout au long des années 1980, le Cyrnos assure sans discontinuer sa mission de service public et se partage entre une exploitation intensive vers la Corse au départ de Marseille, Nice et Toulon en période estivale et une cadence réduite au départ de Marseille en période creuse. Par deux fois, le 6 août 1982 et le 15 juillet 1986, le navire portera secours à des plaisanciers en difficulté au large du Cap Corse.
Dans la nuit du 5 au 6 septembre 1987, alors que le Cyrnos effectue un voyage retour vers Marseille, l'équipage aperçoit trois fusées rouges entre 2 h 56 et 3 h 17. Le navire se déroute alors vers la zone supposée des tirs, estimée à une dizaine de milles et parvient à 4 h 2 à la hauteur du voilier Samos en difficulté. Une fois les huit passagers secourus, le navire reprend sa route à 4 h 37.
À l'issue de cette saison, à l'occasion de son arrêt technique effectué entre novembre et décembre, le navire se voit paré sur sa cheminée du nouveau logo de la SNCM. Durant cette même année 1987 cependant, la direction de la SNCM et l'Office des transports de la région corse (OTRC) constatent que le Cyrnos se révèle de moins en moins adapté à la tendance du trafic. La principale raison de cette obsolescence venant du fait que le navire a été conçu dans le cadre de la continuité territoriale avec pour objectif d'offrir à une clientèle en progression rapide des installations fonctionnelles calquées sur celles de la SNCF et adaptées à un transport massif de voyageurs. Mais en raison toutefois d'une diminution du trafic à partir de l'année 1983 ainsi que les exigences croissante des passagers en matière de confort, la SNCM a été contrainte à revoir sa politique commerciale et à s'orienter davantage vers des prestations plus qualitatives. À cela s'ajoute également la faible longueur du navire, limitée à 138 mètres en raison de la capacité d'accueil autrefois restreinte du port de Bastia, qui depuis la fin des années 1980 a cependant été aménagé pour recevoir des unités plus importantes. Ce choix dans la longueur dû au contexte de l'époque a eu une incidence négative sur le rendement du navire et un coût de construction plus élevé. À l'issue de ce constat, le Cyrnos est ainsi jugé obsolète et son remplacement est imposé lors du renouvellement de la concession du service public pour la période 1991-1995. Dès 1987, il est envisagé de remplacer le navire par un sister-ship du futur Danielle Casanova qui entrerait en service à l'horizon 1991. Cependant, aucun élément ne permet d'affirmer que l'évolution du trafic justifierait le remplacement du Cyrnos par une nouvelle unité à cette échéance, de plus, le navire n'est en service à ce moment-là que depuis huit ans, soit la moitié de la limite d'âge requise par l'OTRC. C'est principalement pour ces raisons que la SNCM va plutôt se pencher sur une transformation du Cyrnos dans l'optique d'accroître sa capacité et de porter la qualité de ses installations à un niveau similaire à celles du Napoléon ou du futur Danielle Casanova. Ces travaux prendront la forme d'une jumboïsation, ce qui permettra également d'augmenter la longueur du car-ferry et ainsi améliorer son rendement. En prévision de la mise en service du Danielle Casanova, une étude réalisée afin d'anticiper l'évolution de la desserte de la Corse arrive au constat que la SNCM doit rapidement aligner des navires de capacité et de qualité homogènes sur les ports les plus fréquentés que sont Ajaccio et Bastia. En conséquence, la transformation du Cyrnos est avancée d'un an pour une mise en service au printemps 1990.
Le projet de transformation validé par la direction, celui-ci est immédiatement mis à l'étude au début de l'année 1988. Réalisée par les équipes des Ateliers et chantiers du Havre (ACH), elle arrive à la conclusion que l'opération est réalisable sur le plan technique et permettrait un gain capacitaire de 10 % pour les passagers et de 32 % pour le garage. À l'issue de cette étude, un appel d'offres international est lancé au printemps 1989 auquel répondent quatre entreprises, les ACH, la Compagnie marseillaise de réparation (CMR), le constructeur INMA de La Spezia et le chantier Fincantieri de Palerme. Grâce à des subventions du ministère de l'industrie versées avec l'aval de la CEE, ainsi que des aides supplémentaires venant du conseil régional PACA, du Conseil général des Bouches-du-Rhône et de la ville de Marseille, l'appel d'offres est remporté par la CMR. Signé le 18 juillet 1989, le contrat représente en tout 540 000 heures de travail.
Le 6 novembre 1989, le Cyrnos est retiré du service et mis à la disposition de la CMR. Durant les mois suivants, le navire est alors coupé en deux et divisé en deux tronçons qui sont ensuite espacés de 20,40 mètres entre lesquels est installée une nouvelle section de la coque construite pour l'occasion. Cette opération permet ainsi de porter la longueur du car-ferry à 159 mètres. La jumboïsation terminée, les équipes de la CMR s'affairent ensuite à la réfection des locaux des passagers. Au sein du nouveau tronçon, un restaurant d'une capacité de 200 personnes est aménagé sur le pont 7, de même qu'un cinéma sur le pont 1 en dessous des garages. Le standing du navire est aussi revu à la hausse avec notamment la suppression des compartiments de type SNCF sur le pont 5 au profit de 164 cabines privatives équipées de sanitaires, ainsi que l'aménagement de suites sur le pont 8 dans la nouvelle section de la coque. Durant ces travaux le navire est également repeint aux nouvelles couleurs de la SNCM avec l'ajout d'une bande bleu turquoise le long des hublots des cabines du pont 6 mais aussi de l'inscription sur sa coque de la marque commerciale « SNCM Ferryterrannée ». Le changement le plus symbolique concerne toutefois le nom du navire qui est rebaptisé Île de Beauté en janvier 1990. Ce changement de nom vise principalement à souligner l'importance des transformations apportées au navire. Les travaux prendront fin le 14 mai 1990.

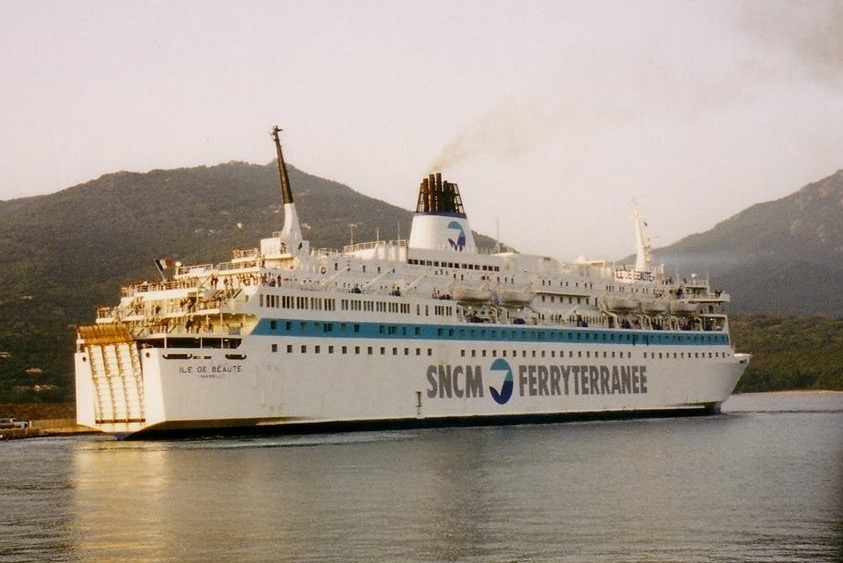
L‘Île de Beauté après sa transformation.

Le 17 juin 1990, le navire rénové est présenté pour la première fois officiellement à Bastia sous les ordres du commandant Arnaud. Plus de 500 personnes sont invitées pour une sortie en mer, effectuée entre 11 h et 16 h 30, le long du cap Corse. L’Île de Beauté est ensuite présenté à Propriano et Toulon, respectivement le 19 et le 23 mai. Durant la saison estivale, le navire est principalement positionné au départ de Toulon et dessert également la Sardaigne.
À partir du mois de décembre 1990, l’Île de Beauté va connaître une utilisation particulière et acheminera à plusieurs reprises des militaires français vers l'Arabie saoudite dans le cadre de la guerre du Golfe. Ainsi, le 17 décembre, le navire est une première fois réquisitionné par le ministère de la Défense dans le but de convoyer 900 militaires et leur matériel vers Yanbu. À cet effet, le car-ferry est temporairement retiré du service à compter du 23 décembre. Après avoir débarqué ses passagers au port de commerce de Toulon, il se rend immédiatement vers l'arsenal militaire où les 900 soldats embarquent. Le navire appareille le 25 décembre pour Yanbu qu'il atteint le 30 après cinq jours de navigation. Après avoir débarqué le contingent, l’Île de Beauté repart pour la France et atteint Toulon le 4 janvier 1991. Le navire effectuera dans ce cadre deux autres allers-retours vers l'Arabie, un entre le 3 et le 18 avril 1991 pour acheminer un autre contingent puis un dernier entre le 21 mai et le 6 juin afin de rapatrier 580 militaires et leur matériel. Au terme de cette dernière mission, il reprend son service habituel entre Toulon, la Corse et la Sardaigne.
Le 1er janvier 1994, alors que l’Île de Beauté est accosté dans le port de Bastia à l'occasion du réveillon de la Saint-Sylvestre, les mauvaises conditions météorologiques provoquent la rupture des amarres du car-ferry vers 6 h. Le navire dérive dans le bassin et heurte avec son étrave le ferry Corsica Regina de Corsica Ferries stationné à proximité, lui occasionnant quelques dommages au niveau des sabords de cabines sur tribord avant. L’Île de Beauté parviendra cependant à se dégager et sortir du port en attendant de meilleures conditions pour accoster de nouveau. Une fois au large, l'équipage effectue des vérifications au niveau des moteurs, démarrés dans la précipitation et répare les amarres. Une fois le vent tombé, le navire peut de nouveau accoster à Bastia à 16 h et appareiller par la suite.
À l'approche des années 2000, la SNCM envisage le renouvellement de sa flotte exploitée entre Marseille, la Tunisie et l'Algérie. À cet effet, il est prévu que le Danielle Casanova remplace sur cet axe le Napoléon dès la livraison de son successeur à l'horizon 2002. Mais en prévision également du retrait du Liberté, programmé à l'issue de la saison 2002, ainsi que de la réduction drastique du nombre de rotations entre Toulon et la Corse dans le cadre de la mise en place de la délégation de service public sur ce réseau, la direction décide du transfert de l‘Île de Beauté sur les lignes du Maghreb. Ainsi, après avoir effectué quelques traversées sur la Tunisie une fois par semaine au départ de Toulon durant l'été 2002, le navire est affecté dès l'été 2003 à la desserte de l'Algérie quatre jours par semaine. C'est dans ce cadre que le 8 août 2005 à 13 h, l’Île de Beauté arrive pour la première fois à Skikda, marquant le retour de la SNCM dans le port algérien.
À l'aube de la saison 2005, l'apparence du navire avait connu quelques changements avec le retrait de la marque Ferryterranée au profit de la seule inscription « SNCM » mais également l'adoption d'un bleu plus foncé pour la bande bordant le pont 6. Cette livrée sera légèrement modifiée en 2006 à l'occasion d'un arrêt technique effectué aux chantiers San Giorgio del Porto à Gênes durant lequel le navire se voit notamment adjoindre à la poupe des stabilisateurs en queue de canard afin de satisfaire aux nouvelles normes de stabilité. Il sera constaté par mauvais temps que le navire tangue moins, et que par voie de conséquence les moteurs subissent moins de variation de puissance,.

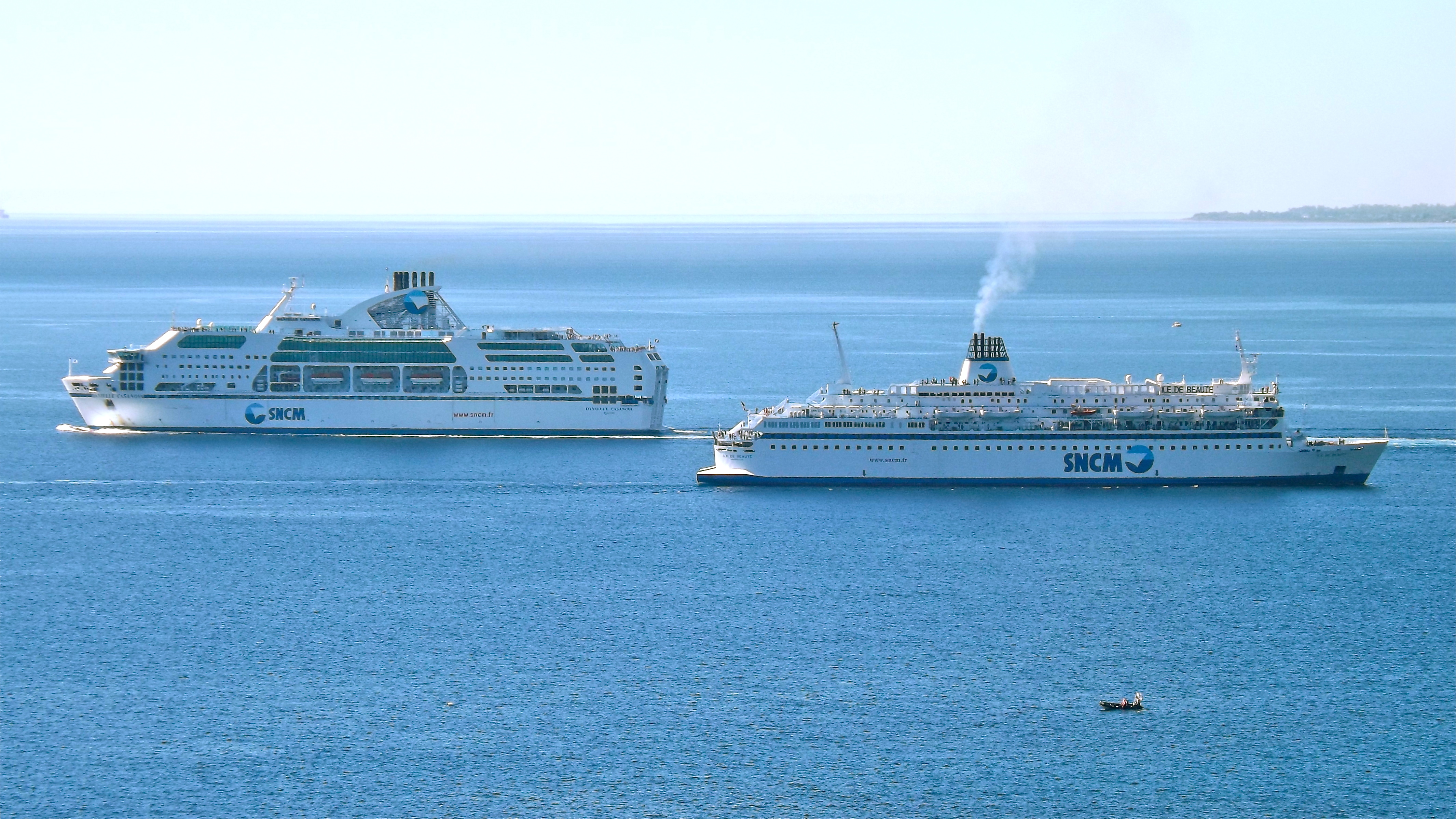
L‘Île de Beauté (à droite) durant sa dernière année d'exploitation.

En 2011, durant l’arrêt technique du mois de mai aux chantiers Menzel Bourguiba de Bizerte, la porte avant de l’Île de Beauté est condamnée et le casque d'étrave est soudé au reste de la coque. Cette même année, les évènements du Printemps arabe font chuter le trafic vers l'Algérie et la Tunisie. Face à ces perturbations entraînant une diminution des rotations vers l'Algérie, la SNCM va déployer l’Île de Beauté sur des traversées supplémentaires à destination de la Corse entre Marseille et L'Île-Rousse durant la saison estivale.
L'année suivante, dans le cadre du projet de réouverture des liaisons entre Toulon et la Corse, l’Île de Beauté est choisi pour assurer ce service l'été. À cet effet, le navire se substitue au Corse à partir du 11 juin 2012 et navigue entre Toulon, Bastia et Ajaccio durant ce qui sera son ultime saison sous les couleurs de la SNCM, l'armateur ayant annoncé son retrait à l'issue de l'été. Le 2 septembre, l’Île de Beauté appareille de Bastia à 20 h et quitte définitivement la Corse. Arrivé le lendemain à Toulon, il appareille à vide pour Tunis puis effectue sa dernière traversée commerciale pour le compte de la SNCM entre Tunis et Marseille, où il arrive le 5 septembre, dans l'après-midi sous les ordres du commandant Picard. Le 7 septembre, l’Île de Beauté accoste à 16 h à La Seyne-sur-Mer afin d'y être désarmé. Avec une carrière de 33 ans au sein de la SNCM, il est le navire ayant navigué le plus longtemps sous les couleurs de la compagnie.
Le 7 mai 2013, l’Île de Beauté quitte La Seyne-sur-Mer pour Bizerte. En attente de trouver un acquéreur, le navire est de nouveau désarmé dans le port tunisien. Vendu le 28 juin à une société turque, le navire est enregistré sous pavillon panaméen et rebaptisé Beau avant de quitter Bizerte le lendemain. Contrairement aux affirmations de son nouveau propriétaire lors de la transaction avec la SNCM, le navire est finalement destiné à la démolition. Échoué aux chantiers de démolition d'Aliağa en Turquie le 10 juillet, le navire est démantelé durant l'été,.

## Aménagements
L‘Île de Beauté possédait 11 ponts. Au début de sa carrière, ces ponts étaient désignés par ordre alphabétique du plus haut jusqu'au plus bas. Après les transformations de 1990, ils seront finalement désignés par numérotation classique. Les installations des passagers occupaient la totalité des ponts 7, 6 et 5. L'équipage était pour sa part logé dans la totalité du pont 8 et l'état-major avait ses quartiers à l'avant du pont 9. Les ponts 3 et 4 étaient quant à eux entièrement consacrés au garage.

### Locaux communs
À sa mise en service, le Cyrnos était équipé d'un restaurant self-service situé au pont C (pont 7) vers la poupe disposant d'une capacité de 305 personnes. Sur le pont C se trouvaient également deux bars-salons, l'un à l'avant pouvant accueillir 140 personnes et l'autre à l'arrière d'une capacité de 195 places. Les passagers avaient également à leur disposition une boutique au pont C à proximité du bar-salon avant. La décoration intérieure est guidée par le souci d’une circulation aisée des passagers. À cet effet, un système de couleurs découpant le navire en tranches verticales a été conçu pour servir de guide. Le tiers avant du navire est dans les harmonies de rouges, le tiers central est dans les harmonies de jaunes et le tiers arrière est dans les harmonies de verts.
Durant les travaux d'allongement effectués au cours de l'hiver 1989-1990, deux installations inédites, aménagées dans le nouveau tronçon de la coque, sont ajoutées, un restaurant de 200 couverts au milieu du pont 7 et une salle de télécinéma de 190 places au pont 1, sous les garages.

### Cabines
Au début de sa carrière, les cabines du Cyrnos étaient divisées en deux catégories, 1re et 2de classe. Les installations de 1re classe étaient situées sur le pont D (pont 6) et comportaient 74 cabines extérieures dont 5 à deux places et 69 à quatre places et 126 cabines intérieures à deux places. Les cabines extérieures proposaient des couchettes de type SNCF ainsi que d'un lavabo. Les cabines intérieures étaient quant à elles équipées de couchettes type wagon-lits et disposaient elles aussi d'un lavabo.
Les installations de 2de classe étaient situées sur le pont E (pont 5) et comprenaient 64 compartiments SNCF extérieurs (2 à deux places et 62 à quatre), et 71 compartiments intérieurs à quatre. Tous étaient équipées de couchettes type SNCF. Un salon de 288 fauteuils Pullman était également situé à l'arrière du pont E.
À la fin des années 1980, la notion de classes sera progressivement abandonnée et les cabines seront divisées en catégorie (A, B et C) selon les prestations. Dans le cas du Cyrnos, seules les catégories B, correspondant aux wagons-lits, et C, correspondant aux couchettes SNCF, sont présentes à bord.
Au cours des travaux de 1990, de profondes modifications sont apportées aux installations. Les anciens compartiments SNCF de catégorie C du pont 5 ainsi que le salon fauteuils sont supprimés et remplacés par 164 cabines de catégorie A avec sanitaires privés comprenant douche, WC et lavabo. Les anciennes cabines de catégorie B du pont 6 sont conservées et leur nombre est augmenté avec l'ajout du tronçon. Le nouveau bloc contient également quatorze suites au pont 8 ainsi que douze cabines  au pont 2, en dessous des garages. Un nouveau salon fauteuil, plus petit que le précédent est aussi aménagé au pont 7. La salle de conférence, également présente dans le nouveau bloc, sera transformée en salon fauteuil courant 2006.

## Caractéristiques
À sa mise en service, le Cyrnos mesurait 138,65 mètres de longueur pour 23,2 mètres de largeur, son tonnage était de 14 588 UMS. Le navire avait une capacité de 1 369 passagers en traversée de nuit et 1 667 passagers en traversée de jour. Il était pourvu d'un garage pouvant contenir 440 véhicules répartis sur deux ponts, accessible par deux portes rampes, une à la proue de 3,60 mètres de large et 5 mètres de haut et une à la poupe de 7,50 mètres de large et 5 mètres de haut. La propulsion du Cyrnos était assurée par 4 moteurs diesel Pielstick 12PC2/5V400 développant une capacité de 31 200 ch (22 963 kW) entraînant deux hélices à pales orientables Lips à 205 tours par minute faisant filer le navire à une vitesse de 22 nœuds. Le navire disposait de 10 embarcations de sauvetage ouvertes, six de taille moyenne et quatre de petites taille. En 1990, le Cyrnos est jumboïsé, ses caractéristiques se voient alors modifiées, ainsi, sa longueur est portée à 159 mètres et son tonnage à 20 564 UMS, sa largeur n'est en revanche pas modifiée. Sa capacité passe alors de 1 667 à 1 554 passager et la capacité du garage passe de 440 voitures à 520 véhicules. La jumboïsation du navire, renommé Île de Beauté, entraine l'ajout d'une embarcation de secours semi-rigide ainsi que de radeaux pneumatiques. En 2001, à l'occasion de son transfert sur les lignes de l'Algérie, sa capacité passagers passe de 1 554 à 1 536 personnes et celle de son garage passe de 520 à 484 véhicules. En 2006, l'Île de Beauté subit une autre grande refonte où il se voit ajouter des stabilisateurs à la poupe appelés familièrement queue de canard et sa décoration est modernisée. En 2008, sa porte rampe avant est condamnée afin de faire des économies sur son entretien.

## Lignes desservies
À sa mise en service en 1979, le Cyrnos était placé toute l'année sur les lignes de la Corse en traversées de nuit et de jour au départ des ports de Marseille, Nice et Toulon, et effectuait occasionnellement en basse saison des traversées vers la Sardaigne sur la ligne Toulon - Porto Torres et vers l'Algérie sur les lignes Marseille - Alger et Marseille - Oran. À partir de 1990, le car-ferry, entre-temps transformé et renommé Île de Beauté, est déployé sur les lignes au départ de Toulon vers Ajaccio, Bastia et Propriano. S'ajoute à cela la desserte de la ligne Toulon - Porto Torres et la ligne Gênes - Bastia - Tunis. À partir de 2002, L'Île de Beauté est transféré sur les lignes du Maghreb, principalement vers l'Algérie sur la ligne Marseille - Alger et secondairement sur la Tunisie sur les lignes Toulon - Tunis et Toulon - Bizerte. En 2011, il effectue quelques traversées Marseille - L'Île-Rousse en périodes de pointe en plus de ses dessertes principales. En juin 2012, le navire est de nouveau affecté sur le réseau Corse sur les lignes Toulon - Bastia et Toulon - Ajaccio pour la saison estivale.